# Górski Młyn
Górski Młyn – osada w Polsce położona w województwie wielkopolskim, w powiecie ostrowskim, w gminie Sieroszewice.